# Naxos Records
Naxos Records és una casa discogràfica de discos compactes i DVDs de música clàssica. Fundada el 1987 per Klaus Heymann, un alemany resident en Hong Kong, la discogràfica és un dels segells més grans sobre música clàssica i també ha començat a distribuir DVD. En un context de declivi de vendes de música clàssica, Naxos és una de les dues discogràfiques que més vendes té del món. És a més a més la discogràfica independent més gran del món.